# ルネ・ヴィエット
ルネ・ヴィエット（René Vietto、1914年2月17日 - 1988年10月14日）は、フランス、アルプ＝マリティーム県ル・カネ出身の元自転車競技（ロードレース）選手。

## 来歴
1932年
- グランプリ・ド・カンヌ 優勝

1933年
- グランプリ・ド・カンヌ 優勝

1934年
- ツール・ド・フランスに初出場。第16ステージにおいて、総合首位を行くアントナン・マーニュがピレネー山脈のロスピタレ峠で転倒し、ホイールを大破させてしまった。すると、ヴィエットはためらいなくマーニュの自転車に、自らが持参していたホイールを装着。続く第17ステージでは、ポルト峠でマーニュはパンクに見舞われたが、ヴィエットはここでもマーニュにホイールを提供した。そしてマーニュはその後も首位を守って総合優勝。一方、ヴィエットは第7、9、11、18ステージを制し、山岳賞を獲得。総合でも5位に入った[1]。なお、上記の話は、ツール・ド・フランス史上に残る美談として語り継がれている。
- GP・ウォルベール 優勝

1935年
- パリ〜ニース 総合優勝
- ツール・ド・フランス 区間2勝(第6、9)、総合8位

1939年
- 第二次世界大戦前の最後の大会となったツール・ド・フランスにおいて、第4ステージから第14ステージまで総合首位。最終順位は2位。

1941年
- フランス選手権 プロ・ロードレース 優勝

1942年
- ブエルタ・ア・エスパーニャ 区間2勝(第8、第14b)

1943年
- クリテリウム・デュ・ミディ 総合優勝

1946年
- グランプリ・ド・ラ・レピュブリク・デュ・スュドゥエス 総合優勝

1947年
- 第二次世界大戦後最初のツール・ド・フランスにおいて、第2ステージから第6ステージ、第9ステージから第18ステージまで合計15ステージで総合首位。最終順位は総合5位で、区間2勝(第2、9)した。なお、ツール・ド・フランス総合優勝未経験者におけるマイヨ・ジョーヌ通算着用日数26日間は、2012年にファビアン・カンチェラーラが28日間として更新するまでの間、同大会の記録となっていた。

1948年
- グランプリ・ド・カンヌ 優勝